# Бялый, Григорий Абрамович
Григо́рий Абра́мович Бя́лый (16 [29] декабря 1905, станция Оредеж, Санкт-Петербургская губерния — 27 сентября 1987, Ленинград) — советский литературовед, литературный критик, специалист по истории русской литературы XIX века. Автор книг о творчестве Короленко, Тургенева, Гаршина.
Профессор Ленинградского государственного университета (1939).

## Биография
Григорий Бялый родился на станции Оредеж Санкт-Петербургской губернии в семье лесничего. По окончании железнодорожного училища и средней школы поступил в Петроградский университет (1921, семинар академика Владимира Перетца). Первую научную статью, посвящённую основным вопросам марксистской литературной критики, опубликовал ещё в студенческие годы — она была напечатана в «Красном журнале для всех» (1925, № 4).
По окончании вуза Бялый некоторое время преподавал на образовательных курсах и в балетной школе. В 1936-м пришёл работать на кафедру русской литературы Ленинградского университета. Три года спустя защитил кандидатскую диссертацию в рамках традиционного метода (до этого в советской науке учёная степень назначалась «по совокупности трудов»); работа Бялого, посвящённая творчеству Гаршина, стала основой для вышедшей в 1937 году книги «В. М. Гаршин и литературная борьба восьмидесятых годов».
Защита докторской диссертации о творчестве Короленко, состоявшаяся в 1939 году, стала, по словам литературоведа Лидии Лотман, сенсацией: коллег поразила, во-первых, молодость учёного, во-вторых — выбранные им темы для исследования. Как позже утверждал профессор-филолог Владимир Марко́вич, именно Бялый открыл Гаршина и Короленко «для отечественной науки о литературе».
Определённый скептицизм по отношению к творчеству Короленко, наблюдавшийся в среде литературоведов в 1930-х годах, был снят и самой диссертацией (в ходе работы над которой Бялый проанализировал 60 000 страниц рукописей писателя), и отзывом Горького, отметившего, что автор «Детей подземелья» «сто́ит и десяти докторских».

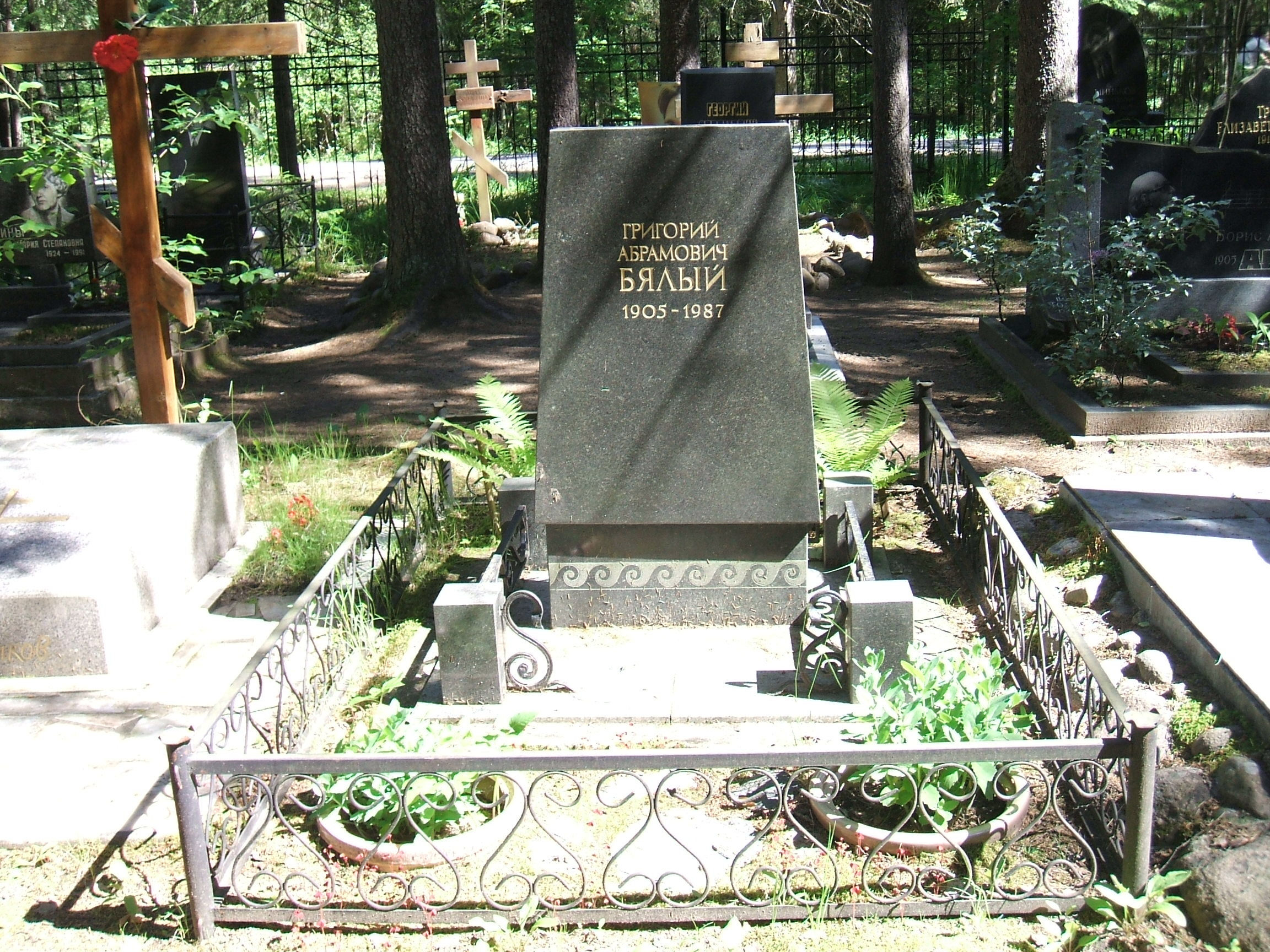
Могила Григория Абрамовича Бялого на Комаровском кладбище в пригороде Петербурга

За полвека работы в Ленинградском государственном университете Григорий Бялый подготовил тысячи филологов и издал ряд книг и монографий. Скончался в 1987 году, похоронен на Комаровском кладбище.
В 1996 году коллеги и ученики литературоведа выпустили сборник воспоминаний «Памяти Григория Абрамовича Бялого. К 90-летию со дня рождения» (издательство Санкт-Петербургского государственного университета).

## Преподавательская деятельность
Автора привлекает в творчестве этих писателей отображение противоречий их времени, приводящее к диалектической сложности метода, характеров, коллизий. <...> Этим объясняется парадоксальность многих проблем, выдвигаемых Григорием Абрамовичем.
По словам одного из учеников Бялого, М. В. Иванова, за деликатность и гуманный подход к людям профессор заслужил определение «Князь Мышкин нашей филологии». На его спецкурсы по творчеству русских писателей XIX века приходили не только студенты, но и люди, далёкие от науки; посещение лекций Бялого «приравнивалось ими по духовной значимости к культурному паломничеству — походу в музей, театр, на филармонический концерт».
Подтверждением тому служат и воспоминания писателя Михаила Веллера, рассказывающего в книге «Моё дело» о том, что в дни лекций Бялого по Достоевскому аудитория не вмещала всех слушателей: «там собирался весь питерский бомонд, и первый ряд сиял звёздами академических и театральных кругов».
Научная репутация Бялого была столь высока, что крупнейший специалист по русской литературе Григорий Гуковский предлагал ему взять собственный курс — историю литературы пушкинского времени.
Профессиональный уровень лекций Бялого сопоставим с лекциями Грановского, Ключевского, Тарле — «вершинными достижениями русской культуры», а его доклады об «Идиоте» Достоевского близки к театральным постановкам Товстоногова, констатирует М. В. Иванов.

## Обвинения в космополитизме
В апреле 1949 года в рамках борьбы с космополитизмом труды Григория Бялого подверглись резкой критике. В вину литературоведу вменялся «антипатриотизм», связанный с тем, что он сознательно работает в русле русской классической литературы, «чтобы унизить советскую»; кроме того, против Бялого было то, что его брат Илья был репрессирован в 1938 году. Официальным обвинителем стал выступавший на заседании учёного совета вуза писатель Фёдор Абрамов.
Позиция Бялого, который не пытался оправдываться и, несмотря на давление со стороны МГБ, отказался выступать со словами осуждения в адрес других учёных, также ставших жертвами антикосмополитической кампании, была, по словам Лидии Лотман, «образцом и примером».

## Основные работы
Книги
- Бялый Г. А. В. М. Гаршин и литературная борьба восьмидесятых годов. — М.—Л.: Изд-во АН СССР, 1937. — 209 с.
- Бялый Г. А. В. Г. Короленко. — М.—Л.: Гослитиздат, 1949. — 372 с.
  - Бялый Г. А. В. Г. Короленко. — 2-е изд.. — Л.: Художественная литература. Ленинградское отделение, 1983. — 352 с.
- Бялый Г. А. В. М. Гаршин. Критико-биографический очерк. — М.: Гослитиздат, 1955. — 108 с.
- Бялый Г. А. Тургенев и русский реализм. — М.—Л.: Советский писатель, 1962. — 247 с.
- Бялый Г. А. Роман Тургенева «Отцы и дети». — М. ; Л. : Гослитиздат. [Ленингр. отд-ние], 1963. — 138 с. — (Массовая историко-литературная библиотека). — 60 000 экз.
  - Бялый Г. А. Роман Тургенева «Отцы и дети». — 2-е изд. — Л. : Художественная литература, 1968. — 118 с. — (Массовая историко-литературная библиотека).
- Бялый Г. А. Всеволод Михайлович Гаршин. — Л. : Просвещение. Ленингр. отд-ние, 1969. — 128 с. — (Библиотека словесника).
- Бялый Г. А., Муратов А. Б. Тургенев в Петербурге. — Л. : Лениздат, 1970. — 375 с.
- Бялый Г. А. Русский реализм конца XIX века. — Л.: ЛГУ, 1973. — 171 с.
- Бялый Г. А. Чехов и русский реализм: очерки. — Л. : Советский писатель. Ленингр. отд-ние, 1981. — 400 с. — 10 000 экз.
- Бялый Г. А. Русский реализм. От Тургенева к Чехову. — Л.: Советский писатель, 1990 . — 638 с. — ISBN 5-265-01524-8

Статьи
- К вопросу о русском реализме конца XIX в. // Труды Юбилейной научной сессии ЛГУ: Секция филологических наук.. — Л., 1946. — 336 с.
- «Дым» в ряду романов Тургенева // «Вестник ЛГУ», 1947, № 9;
- Добролюбов о Тургеневе // «Учёные записки ЛГУ. Серия филологических наук», 1952, № 158, вып. 17;
- «Записки охотника» и русская литература // «Записки охотника» И. С. Тургенева. Орёл, 1955;
- И. С. Тургенев // История русской литературы. — М.: АН СССР, 1956. — Т. 8.
- В. Г. Короленко. А. П. Чехов // История русской литературы. — М.: АН СССР, 1956. — Т. 9.
- О некоторых особенностях реализма Глеба Успенского // Учёные записки ЛГУ. Серия филологических наук. — Л., 1957. — Т. 30.
- Н. К. Михайловский — литературный критик // Михайловский Н. К. Литературно-критические статьи, М., 1957.
- Бялый Г. А. О психологической манере Тургенева (Тургенев и Достоевский) // Русская литература. — 1968. — № 4. — С. 34—50.
- Бялый Г. А. Поэты 1880—1890-х годов. — Советский писатель, 1964. — 638 с.